# Heinrich Schabbel (Politiker)
Heinrich Schabbel (* 1607 in Wismar; † 23. Juni 1677 ebenda) war ein deutscher Advokat am Tribunalgericht, Ratsherr und Bürgermeister in Wismar.

## Leben
Heinrich Schabbel entstammte einer alten Ratsfamilie in Wismar, wo sein Vater Jacob Schabbel Bürgermeister war; seine Mutter war Sophie Hein. Der Großvater Hinrich Schabbell (1531–1600), Kaufmann, Ratsherr und Bürgermeister dieser Stadt, war Bauherr des Schabbelhauses in Wismar.
Heinrich Schabbel studierte 1625 in Rostock, 1628 in Leipzig und schließlich in Wittenberg Jura; 1633 reiste er nach Holland und Frankreich, wo er in Orleans in beiden Rechten promovierte. Danach hielt er sich in Holstein und Lübeck auf, wo seine Schwester Anna 1625 den späteren Bürgermeister von Lübeck David Gloxin geheiratet hatte und wo sein Onkel Hieronymus Schabbel seit 1622 als Syndicus der Hansestadt Lübeck amtierte. In Lübeck heiratete Schabbel 1639 Magdalena Feldhusen, Tochter der Ratssekretärs, Ratsherrn und Protonotars in Lübeck, Johann Feldhusen. Eine Tochter aus dieser Ehe war Anna Catharina Schabbel, die um 1670 in Wismar den Tribunaladvocaten und Procurator Otto Christoph Marquardt heiratete, der ein Sohn des Lübecker Bürgermeisters Johann Marquard war. In Wismar arbeitete Schabbel seit 1653 als Advocat und Procurator am Wismarer Tribunal und wurde am 12. September 1660 als einer von mehreren Bürgermeistern erwählt.
Bis zu seinem Tode verwaltete Schabbel auch das Schabbel-Stipendium, das 1637 von seinem vermögenden Onkel Heinrich Schabbel (1565–1639), Kaufmann und Bürger in Hamburg, gestiftet worden war. Dieses Stipendium, finanziert aus den Zinsen des Kapitals, war gebunden an Studienorte und Leistungsnachweise, und man erwartete, dass die jährlich vier Stipendiaten (Jura, Theologie) später leitende Kirchenämter im norddeutschen Raum übernehmen würden. Nach Schabbels Tod wurde die Verwaltung des Schabbel-Stipendiums nach Lübeck verlegt, da dort Anverwandte des Stifters lebten, der Lübecker Bürgermeister David Gloxin, der Mann von Heinrich Schabbels Schwester Anna, und nach ihm sein Sohn Anton Heinrich Gloxin. Das Lübecker Schabbelhaus geht zurück auf eine Museumsstiftung des Bäckermeisters in Lübeck, Heinrich Schabbel († 1904); eine Verwandtschaft ist nicht bekannt.